# 幕末青春グラフィティ 坂本竜馬
『幕末青春グラフィティ 坂本竜馬』（ばくまつせいしゅんグラフィティ さかもとりょうま）は、「サントリードラマスペシャル」として1982年11月16日に日本テレビ放送網で放映されたドラマである。
サントリーの一社提供。

## 概要
武田鉄矢が自ら脚本を書き（片山蒼名義）、主演した作品。従来の時代劇とは趣を異にしており、時代背景や事件経緯を追うことよりも（間崎哲馬や岡田以蔵の死去にまつわる件などがかなり端折られている部分がある）登場人物たちの青春像を描く現代ドラマ風に仕立てられている。また当時あまりテレビに出演しなかったミュージシャン（特に長州勢に集中して起用されている）やお笑いタレントが多数出演したことでも話題を呼んでおり、当時日テレをメインにして活躍していた新人のとんねるずも出演している。
全編にわたってザ・ビートルズの音楽がBGMに使われているのが特徴で、竜馬暗殺シーンではジョン・レノンの『イマジン』が使われている。このためソフト化が困難とされる。
後にテレビドラマ『幕末青春グラフィティ 福沢諭吉』（1985年、TBS）、映画『幕末青春グラフィティ Ronin 坂本竜馬』（1986年、東京放送製作、東宝配給）が製作されているが、いずれも河合義隆が演出、監督で携わっている。製作局は異なるが、『幕末青春グラフィティ 福沢諭吉』はシリーズ続編という体裁になっていて、武田が上記2作品共坂本竜馬を演じている。
なお、『Ronin 坂本竜馬』は本作の続編と言われることがあるが、ドラマとしてのつながりはない（例えば本作品のクライマックスで切腹する武市半平太役の柴俊夫が映画版では亀山社中設立メンバー・池内蔵太として登場する）。だが両作品中に、クライマックスシーンで武田がアメリカ大統領（本作はジョージ・ワシントン、『Ronin 坂本竜馬』はエイブラハム・リンカーン）の名を挙げて演説をする、竜馬が身内の死を手紙で知りそばにいた女性に膝を貸してもらい号泣する（本作では栄の死でおりょうに、『Ronin 坂本竜馬』は武市らの死でうのに）など、同じモチーフを用いたシーンが複数回存在する。『Ronin 坂本竜馬』のドラマとしてのつながりは、1989年に放送された日本テレビ年末時代劇スペシャルシリーズ第5作の『奇兵隊』の方がイメージ的にもリンクしていて、この映画を観たスタッフからのオファーにより武田が4度目の竜馬役で特別出演をした。

## スタッフ
- 企画：梅谷茂・松本幸夫(日本テレビ)、勝田祥三(電通)
- 脚本：片山蒼
- 脚本アドバイザー：ジェームス三木
- プロデューサー：梅沢勝哉(日本テレビ)、菊地哲榮(ハンズ)、黒木照美(ヤングジャパン)、道祖土健(ティンダーボックス)
- 殺陣：渡辺安章、ワールドアクション
- 方言指導：渡部猛、鈴木光代
- 時代考証：林美一
- アートディレクター：妹尾河童
- 協力：生田スタジオ
- 音楽：ザ・ビートルズ
- 主題歌：海援隊「遥かなる人」
- 音楽協力：東芝EMI、シンコーミュージック、大洋音楽、東芝EMI音楽出版
- 演出：河合義隆
- 制作協力：ヤングジャパン、ティンダーボックス
- 制作：日本テレビ　電通

## キャスト

### 亀山社中
- 坂本竜馬 - 武田鉄矢
- 沢村惣之丞 - 島田紳助
- 近藤長次郎 - 福田勝洋
- 岡本健三郎 - 芦川誠
- 千屋寅之助 - 中牟田俊男
- 高松太郎 - 千葉和臣

### 長州関係
- 高杉晋作 - 吉田拓郎
- 桂小五郎 - 小室等
- 伊藤博文 - 井上陽水
- 山縣有朋 - 蟹江敬三
- 大村益次郎 - ふとがね金太

### 女性たち
- お竜 - 夏目雅子
- お栄 - 真野響子
- おたつ - 佳那晃子
- 桃花 - 美保純
- すず - 多岐川裕美

### 土佐勤皇党
- 武市半平太 - 柴俊夫
- 中岡慎太郎 - 風間杜夫
- 吉村虎太郎 - 原田大二郎
- 岡田以蔵 - 浦田賢一
- 間崎哲馬 - 矢崎滋
- 平井収二郎 - 平泉征
- 安岡嘉助 - 陣内孝則
- 大石団蔵 - 渕野俊太
- 那須信吾 - 阿藤海
- 望月亀弥太 - 酒井昭
- 北添佶麿 - 森田順平
- 新宮馬之助 - もんたよしのり

### その他
- 勝海舟 - 石坂浩二
- 佐々木唯三郎 - 沢田研二
- 吉田東洋 - 土屋嘉男
- 山内容堂 - ビートたけし

- 大石弥太郎 - 林健樹
- 荒木正一 - 山谷初男
- 鮎川誠一 - 松本竜介
- 乾退助 - 倉田保昭
- 麻田楠馬 - 高山正樹
- 福岡孝弟 - 小林朝夫
- 野中太内 - 五代高之
- 寺村左膳 - 渡部猛
- 上士 - 遠藤賢司
- 浦戸屋主人 - 小林昭二
- 寺田屋手代 - 南祐輔
- 近江屋家人 - 青山達三
- 脱藩浪士 - 大久保康治
- 三田村剛 - 清家栄一
- 長州藩士 - 東村元行
- 那須信吾の妻 - 船場牡丹
- 那須信吾の子 - 大塚俊輔
- 舞妓 - 遠峯裕子、金沢敏子
- 芸妓 - 松下啓子、麻生瑛子、大井聡、福島理水
- 町娘 - 越沢美紀、加納愛美
- 上士の娘 - 由木ちさと
- エキストラ - 早川プロダクション、俳協

## 製作
武田には「坂本竜馬は生きているときは、あまり大事にされなかった人という思いをずっと持っていて、同時代の人は『ああ、あの便利屋ね』って小馬鹿にしていたけど『いや、違うんだ』とも言い返さなかった男」という捉え方で脚本を書いたという。ミュージシャンがたくさん出るのは、自身の描く坂本竜馬はミュージシャンの匂いがするためだという。
吉田拓郎を始め、小室等、井上陽水のフォーライフ勢が長州藩士を演じているのは、「あいつらモテそうでいいな」というヤッカミから。特に高杉晋作役は尊敬する拓郎にどうしても演じて欲しくて、3回オファーを出したが断られ、もう諦めかけ「あんたやる気ないんだね！」と4回目に念を押したらワガママで鳴らす拓郎は「やる気はない。しかしお前が頼んでオレが断ると、オレが悪いことしたみたいになるだろう！」と訳の分からない理由でオファーに応じた。衣装合わせのときは「やる以上はきっちりやるから」とかなり張り切っていたという。また暗殺犯を沢田研二が演じているのは、フォークを殺すのはGSだろう」という考えから。出演交渉に行ったら沢田は、あっさり引き受けてくれたという。山内容堂を演じるビートたけしはまだ映像に興味を持つ前で、こちらも出演を快諾した。ただ、監督の河合義隆が完璧主義者で、たけしを相当締め上げていたという。河合の無茶苦茶な演出に出演者はかなり腹を立てていたという。
武田が脚本を書いた後、どう回ったのかは分からないが、夏目雅子が台本を読んでのっているという話が武田に伝わった。夏目とは1983年のNHK大河ドラマ『徳川家康』で一度共演歴があった。まさか夏目がそんなことを言うはずない、と半信半疑だったが、夏目から「どこかで飲みながら話をしたい」と言われた。指定されて店に行ったら、夏目がいて、武田が「のるわけないよな。変な時代劇だもの」と言ったら、夏目から「面白いと思います」と真剣な顔で返された。それでお竜を演じてもらった。夏目は伊集院静と付き合い始めた頃で、色っぽく、吉田拓郎も「あれが夏目か？」と感心していたという。
ロケは、当時川崎市のよみうりランド内にあった江戸の町並みオープンセットとその近辺で行われた。